# Orzeszkowo, Tỉnh West Pomeranian
Orzeszkowo [ɔʐɛʂˈkɔvɔ] (tiếng Đức: Neuhof) là một ngôi làng thuộc khu hành chính của Gmina Resko, thuộc quận Łobez, West Pomeranian Voivodeship, ở phía tây bắc Ba Lan. Nó nằm khoảng 10 kilômét (6 mi)   phía đông bắc Resko, 26 km (16 mi) phía bắc obez và 79 km (49 mi) về phía đông bắc của thủ đô khu vực Szczecin.
Trước năm 1945, khu vực này là một phần của Đức. Đối với lịch sử của khu vực, xem Lịch sử của Pomerania.
Làng có dân số 30 người.